# وایدنباخ (فولکانایفل)
وایدنباخ (به آلمانی: Weidenbach) یک شهر در آلمان است که در فولکانایفل واقع شده‌است. وایدنباخ ۲۷۱ نفر جمعیت دارد.